# DH Microscopii
A DH Microscopii egy egyedülálló vörös törpe csillag a Mikroszkóp csillagképben. Átlagos látható fényessége +11.56 magnitúdó, így a déli félgömbről távcsövekkel jól látható, de szabad szemmel nem. A csillag kb. 55 fényéves távolságával egész közeli, de 14.9 km/másodperc sebességgel távolodik tőlünk.
Az objektum eredetileg egy aktív galaxismag-jelöltként lett katalogizálva. A későbbi megfigyelések viszont már azt mutatták, hogy ez egy csillag, vörös törpe M3 Ve színképtípussal. A DH Mircoscopii tömege Napunk tömegének csupán 42%-a, sugara pedig 46%-a. Mivel csupán feleakkora, mint a Nap, a DH Microscopii fényessége Napunk fényerejének 3.2%-a felszíni hőmérséklete pedig 3,537 K. Ez adja a csillag vöröses színét. A DH Microscopii 12 millió évével egy egészen fiatal csillag és forgási sebessége 9.6 km/másodperc.
A DH Microscopii egy BY Draconis-féle változócsillag — a fiatal G-M típusú csillagok tartoznak ebbe az osztályba. A DH Mic fényessége 0.3 magnitúdót változik 2 nap alatt.